# Трисульфид вольфрама
Трисульфид вольфрама — неорганическое соединение, соль металла вольфрама и сероводородной кислоты с формулой WS3,
тёмно-коричневое аморфное вещество,
слабо растворимое в воде.

## Получение
- Выпадает в виде осадка при подкислении растворов тиовольфраматов:

{\displaystyle {\mathsf {Na_{2}WS_{4}+H_{2}SO_{4}\ {\xrightarrow {}}\ WS_{3}+Na_{2}SO_{4}+H_{2}S}}}
{\displaystyle {\mathsf {(NH_{4})_{2}WS_{4}+2HCl\ {\xrightarrow {}}\ WS_{3}+2NH_{4}Cl+H_{2}S}}}

## Физические свойства
Трисульфид вольфрама образует тёмно-коричневое аморфное вещество, плохо растворимое в воде.

## Химические свойства
- Разлагается при нагревании:

{\displaystyle {\mathsf {WS_{3}\ {\xrightarrow {170^{o}C}}\ WS_{2}+S}}}
- Реагирует с растворами нитратов:

{\displaystyle {\mathsf {WS_{3}+(NH_{4})_{2}S\ {\xrightarrow {}}\ (NH_{4})_{2}WS_{4}}}}
- Восстанавливается водородом:

{\displaystyle {\mathsf {WS_{3}+3H_{2}\ {\xrightarrow {T}}\ W+3H_{2}S}}}